# Marin Ferraz
Marin Ferraz (1820-1898) est un historien de philosophie français, professeur à l'Université de Lyon.

## Biographie
Né le 25 mars 1820 à Ceyzérieu (Ain), ses premières études se font au collège ecclésiastique de Belley et finissent à Lyon où il bénéficie de l'enseignement du maître en philosophie l'abbé Noirot. En préparant sa licence, il collabore à plusieurs journaux comme la Revue du Lyonnais ou le Censeur jusqu'en 1844, date à laquelle il abandonne le journalisme pour enseigner la rhétorique à l'Université d'Ajaccio pendant six ans.
Son premier enseignement de la philosophie se fait au collège royal de Châteauroux où il passe son agrégation en 1853, suivi de Bourges puis Strasbourg où il fait ses thèses de doctorat qu'il soutient à Paris en 1862. Après son doctorat, il est appelé à la Faculté des lettres de Lyon pour assurer d'abord la chaire de littérature ancienne avant de prendre celle de philosophie qu'il ne quitte qu'au moment de sa retraite vingt ans plus tard. Entre-temps il refuse le poste de recteur de l'Académie de Grenoble que lui propose un de ses anciens élèves, Albert Dumont, devenu directeur du personnel de l'enseignement supérieur.
Il meurt à Cannes le 16 mars 1898, s'y étant rendu trois ans auparavant pour raison de santé, mais est enterré à Ceysérieux.
Marin Ferraz est couronné trois fois par l'Académie française et une fois par l'Académie des sciences morales et politiques pour ses essais de philosophie et son histoire de la philosophie du XIXe siècle composée de trois volumes intitulés Le socialisme, Le traditionnalisme et Spiritualisme et libéralisme.